# Neocoenorhinidius interpunctatus
Neocoenorhinidius interpunctatus là một loài bọ cánh cứng trong họ Rhynchitidae. Loài này được Stephens miêu tả khoa học năm 1831.